# L'Hirondelle et le Papillon
Albums de Henri Dès
Gâteau Abracadabra
(2007)
L'Hirondelle et le Papillon est le 16e album pour enfants d'Henri Dès, sorti en septembre 2008.
L'album, qui comporte douze titres dédoublés en une version instrumentale, conte les petits riens et les petits plaisirs de la vie. Il aborde notamment les sujets de l'écologie (« L'eau, c'est de l'or ») et de la nature (« L'hirondelle et le papillon », « Vive la vie »), du sommeil (« Les moutons »), de la nostalgie (« Joyeuses vacances »), de la morale (« Le mensonge ») et des personnes grincheuses (« C'est moi, c'est moi »).
Il est accompagné d'un abécédaire qui joue avec les textes des chansons.

## Liste des chansons
1. On part en auto
2. Un air à Tournique
3. L'Hirondelle et le Papillon
4. Matou ronronne
5. L'eau c'est de l'or
6. Vive la Vie !
7. Joyeuses vacances
8. Le Mensonge
9. Sorcière
10. C'est Moi C'est Moi
11. Oh Lili
12. Les moutons